# 野村英樹
野村 英樹（のむら ひでき、1963年3月-）は、日本の医学者。現職は、金沢大学附属病院特任教授（総合診療部部長）らしい
。

## 略歴
金沢大学医学部医学科を卒業（1988年、医薬保健学域　医学類）。1994年金沢大学大学院後期課程医薬保健学総合研究科　創薬科学専攻（医学博士）。2007年から金沢大学医学部附属病院准教授、2018年から現職に就任。2021年11月22日よりポートフォリオの待望の新書式をリリースする。2022年2月4日に同ポートフォリオを利用停止にし、さらなる新書式を公開する。2022年11月よりオンラインポートフォリオを実装し、利便性に大きな変化をもたらす。

## 共著書
- 野村英樹/伴信太郎著『見逃せないよくある外臓疾患の診かた・みつけかた』（中山書店、2012年）[3]。
- 野村英樹/松倉知晴著『臨床医による臨床医のための本当はやさしい臨床統計』（中山書店、2005年）[4]。

## 所属学会
- 日本内科学会専門医部会北陸支部副支部長(2009-)[1]。
- 日本プライマリケア連合学会[1]。
- 日本医療の質・安全学会評議員(2008-)[1]。
- 日本医学教育学会　評議員(2008-)[1]。
- Society of General Internal Medicine
- American College of Physicians

## 受賞学術賞
- 日野原賞(2002/02/17)[1]。